# Řízená dokumentace
Řízená dokumentace je soubor pravidel a postupů, které řídí procesy návrhů, tvorby, schvalování, evidování, stav a vyřazení dokumentů, které jsou vytvořeny na základě příručky jakosti a v souladu s normami kvality (jako například ISO 9001). 

## Zásady pro řízení dokumentu
- Přezkoumání – zkoumá potřebnost dokumentu
- Zpracování – vytvoření dokumentu dle pravidel organizace (pravidla jsou definována v příručce jakosti)
- Ověřování – proces posouzení obsahu zpracovaného dokumentu
- Schvalování – proces schválení posouzeného dokumentu
- Distribuce (uvolnění) – proces uvolnění schváleného dokumentu a rozeslání dokumentu
- Rozdělování – proces přerozdělení na konkrétní místa, konkrétním lidem
- Používání – proces užívání dokumentu
- Změnové řízení – proces aktualizace dokumentu
- Stahování – proces stažení neplatných dokumentů
- Archivování – proces archivace, je stanoven zákonem č. 499/2004 Sb. a vyhláška č. 645/2004 Sb.
- Skartace – proces skartace, je stanoven zákonem č. 499/2004 Sb. a vyhláška č. 645/2004 Sb.

## Pojmy
- Dokument – písemná, obrazová, tabulková či jinak zaznamenaná informace (dopis, doklad, tabulka, formulář, technický výkres atd.)
- Dokumentace – soubor dokumentů
- Řízený dokument – dokument podléhající pravidlům pro řízení dokumentu
- Neřízený dokument – kopie dokumentu, která nepodléhá pravidlům pro řízení dokumentu

## Potřeba zavádění řízené dokumentace
Není efektivní provádět činnosti uvnitř firmy neřízeně a bez existence důvodu. Doložení podkladů jasně zdůvodňuje potřebu vykonat konkrétní pracovní proces. Právě proto vyžaduje většina firemních procesů pro své vykonání podklady ve formě informací, na jejichž základě dochází k rozhodování a vykonávání těchto firemních činností. Od používání pouze tištěné dokumentace se upouští a namísto toho se užívají dokumentace jak v tištěné, tak v elektronické podobě. Protože různorodost formátů a množství dokumentů přináší komplikace v podobě zpomalení celého systému. Neboť většina používaných informací se nachází v nestrukturalizované podobě, což komplikuje jejich vyhledávání.
Mnoho dokumentů má omezenou platnost, potřebujeme jej jen po nějakou dobu, potom již informace zastarává. Podoba dokumentů se taktéž vyvíjí a v průběhu času dochází k jejich aktualizaci. Mění se potřeba některých dokumentů a tak se přestávají používat. Avšak je stanoveno zákonem č. 499/2004 Sb. a vyhláškou č. 645/2004 Sb. po jakou dobu musí podnik vyřazené dokumenty archivovat a jak za jak dlouho je může skartovat. Proto je vhodné vytvořit životní cyklus dokumentů a řídit ho.  